# Hypsiboas guentheri
Espèce
Synonymes
- Hyla leucotaenia Günther, 1869 "1868" nec Burmeister, 1861
- Hyla guentheri Boulenger, 1886

Statut de conservation UICN

 LC  : Préoccupation mineure
Hypsiboas guentheri est une espèce d'amphibiens de la famille des Hylidae.

## Répartition
Cette espèce est endémique du Brésil. Elle se rencontre jusqu'à 200 m d'altitude dans les États de Rio Grande do Sul et de Santa Catarina,.

## Description
Elle mesure environ 36 mm.

## Étymologie
Cette espèce est nommée en l'honneur d'Albert Charles Lewis Günther.

## Publications originales
- Günther, 1869 "1868" : First account of species of tailless batrachians added to the collection of the British Museum. Proceedings of the Zoological Society of London, vol. 1868, p. 478-490 (texte intégral).
- Boulenger, 1886 : A synopsis of the reptiles and batrachians of the province Rio Grande do Sul, Brazil. Annals and Magazine of Natural History, sér. 5, vol. 18, no 108, p. 423-445 (texte intégral).